# Pseudomallada
Pseudomallada Tsukaguchi, 1995 è un genere di Insetti dell'ordine dei Neurotteri (famiglia Chrysopidae). 

## Descrizione
Si tratta di uno dei generi più ampi della famiglia Chrysopidae, ben presente in Malesia ma diffuso in tutto il globo; da quando è stato descritto ha sottratto diverse specie al genere Mallada, a cui è molto simile e da cui si distingue, per le conoscenze attuali, solo per alcune caratteristiche dei genitali maschili (che sono completi e non ridotti, come quelli di Mallada).
Il genere era originalmente chiamato Navasius Yang et Yang, 1990, poi rinominato nel 1991 in Dichochrysa Yang, 1991 per evitare l'omonimia con Navasius Esben-Petersen, 1936, appartenente alla famiglia Myrmeleontidae; nel 2010 è stato ufficialmente riclassificato sotto il nome Pseudomallada.

## Tassonomia

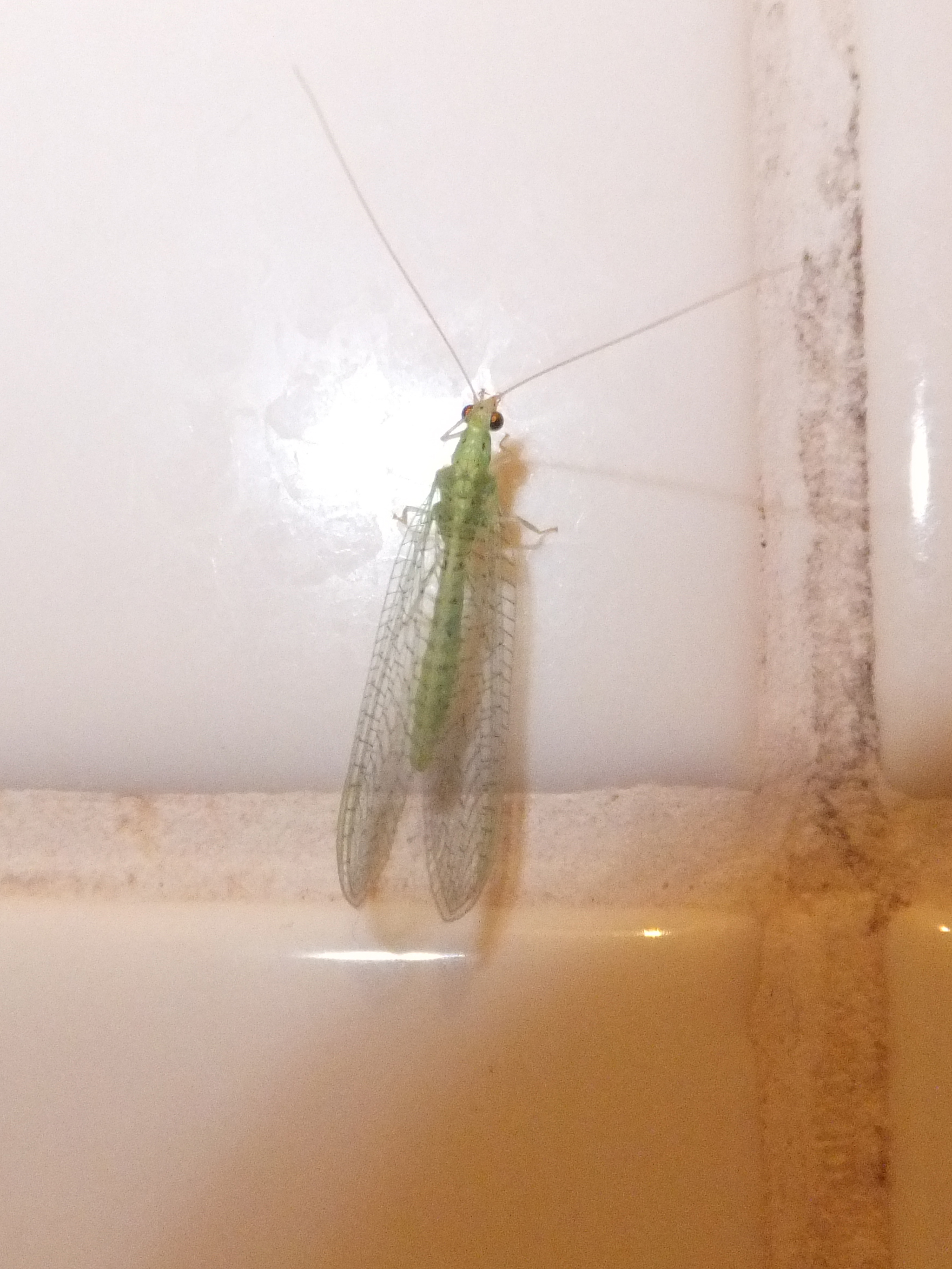
Pseudomallada prasinus

Il genere include, fra le altre, le seguenti specie:
- Pseudomallada abdominalis (Brauer, 1856)
- Pseudomallada alarconi (Navás, 1915)
- Pseudomallada ariadne (Hölzel, 1978)
- Pseudomallada clathratus (Schneider, 1845)
- Pseudomallada cyprinus (Navás, 1932)
- Pseudomallada flavifrons flavifrons (Brauer, 1850)
- Pseudomallada flavifrons nigropunctata (Pictet, 1865)
- Pseudomallada fortunatus (McLachlan, 1882)
- Pseudomallada genei (Rambur, 1842)
- Pseudomallada granadensis (Pictet, 1865)
- Pseudomallada ibericus (Navás, 1903)
- Pseudomallada inornatus (Navás, 1901)
- Pseudomallada luctuosus (Banks, 1911)
- Pseudomallada macleodi (Adams and Garland, 1983)
- Pseudomallada marianus (Navás, 1905)
- Pseudomallada perfectus (Banks, 1895)
- Pseudomallada picteti (McLachlan, 1880)
- Pseudomallada prasinus (Burmeister, 1839)
- Pseudomallada sensitivus Tjeder, 1939
- Pseudomallada sierra (Banks, 1924)
- Pseudomallada subcostalis (McLachlan, 1882)
- Pseudomallada subcubitalis (Navás, 1901)
- Pseudomallada venosus (Rambur, 1842)
- Pseudomallada ventralis (Curtis, 1834)
- Pseudomallada venustus (Hölzel, 1974)
- Pseudomallada zelleri (Schneider, 1851)